# Martigan
Martigan war eine deutsche Neo-Prog-Rockband.

## Geschichte
Martigan wurde im März 1994 von dem Keyboarder Oliver Strahl gegründet. Er nutzte seine Kontakte zu verschiedenen Musikern, mit denen er bereits zusammen musiziert hatte und vereinte diese in einer Band. Die Musik sollte den Bandmitgliedern gefallen und keinem kommerziellen Zweck dienen. Nach zwei Wochen Probearbeit mit Kai Marckwordt, Jürgen Edlinger, Axel Schütze und Alex Bisch war als Musikstil Progressive Rock gefunden. Das erste Stück trägt den Titel Painter. 
Ende 1994 wurde im Proberaum an zwei Wochenenden mit zwei DAT-Recordern das Master zur ersten Demo-CD gemacht. Sie trägt den Titel des Proberaumortes, Stolzenbach. Durch diese CD entstand Ende 1995 der Kontakt zu dem Produzenten Rudolf Nepix, mit dem Martigan im Mai 1996 die Aufnahmen zu einer neuen CD begannen. Sie erschien Ende 1996 unter dem Titel Ciel Ouvert auf dem Label Floh Dur. Anfang 1997 wurde die Maxi-CD Simplicius aufgenommen. Es folgten diverse Einzelkonzerte in Clubs und Konzerthallen, u. a. ein Engagement als Vorgruppe der Band Saga.
Das Gründungsmitglied Jürgen Edlinger (Gitarre) verließ Mitte 1998 aus privaten Gründen die Band. Als Ersatz kam Björn Bisch, Bruder des Schlagzeugers Alex Bisch, der sich schnell in die Musik einfand und mit seinem Gitarrenspiel den Songs neue Impulse verlieh. Die Jahre 1999 und 2000 standen im Zeichen von Neukompositionen, die im Studio für das neue Album Man of the Moment aufgenommen wurden, das im Sommer 2002 erschien. Gründungsmitglied Axel Schütze verließ die Band. Peter Kindler spielte an seiner Stelle den Bass und verließ 2008 die Band. Anfang 2009 erschien das Album Vision. Zuletzt wurde Martigan am Bass durch Mario Koch verstärkt. Ende 2015 wurde das Album Distant Monsters veröffentlicht. Nach 25 Jahren hat Martigan am 3. April 2019 die Auflösung der Band bekanntgegeben.

## Galerie (2007)

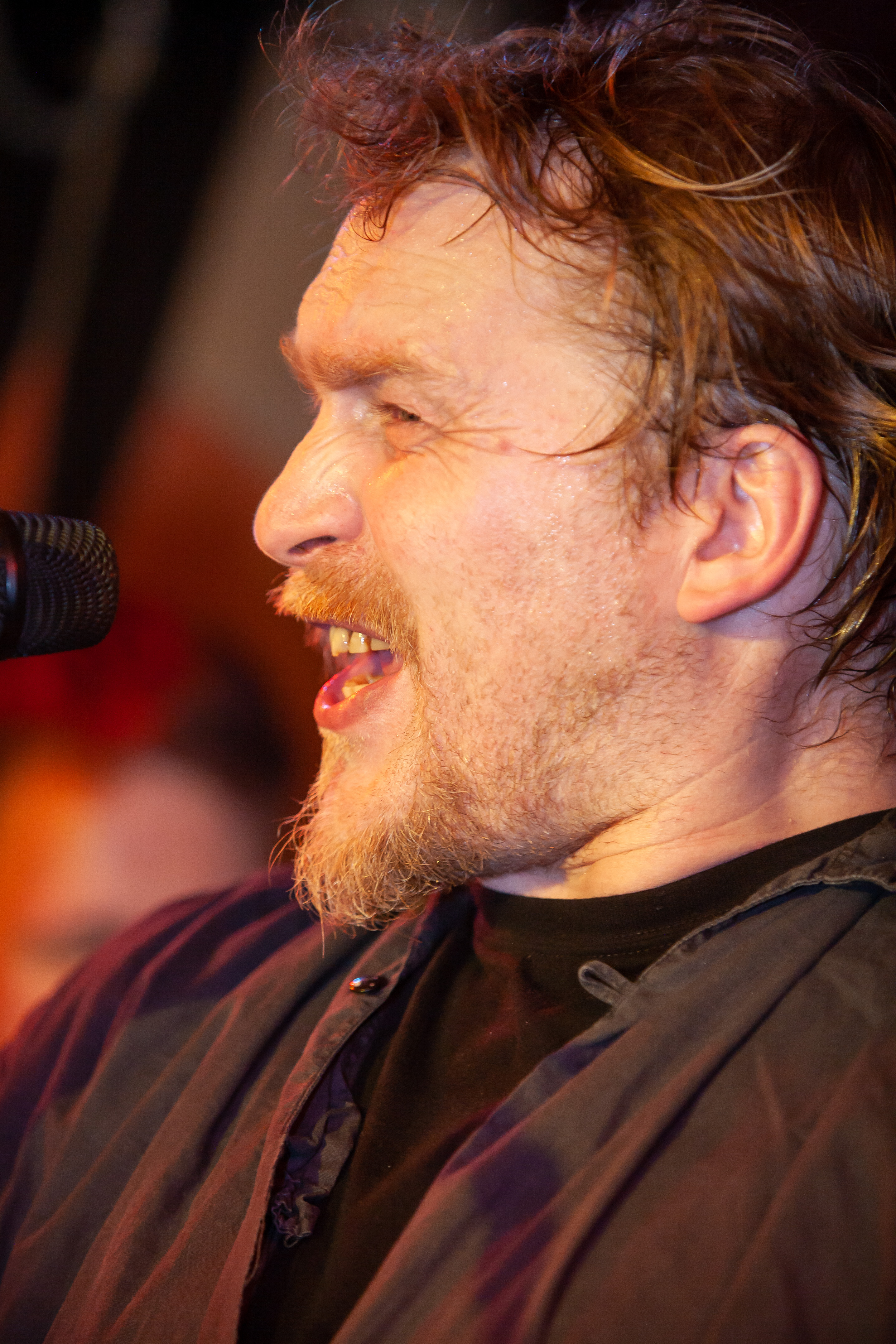
Kai Marckwordt
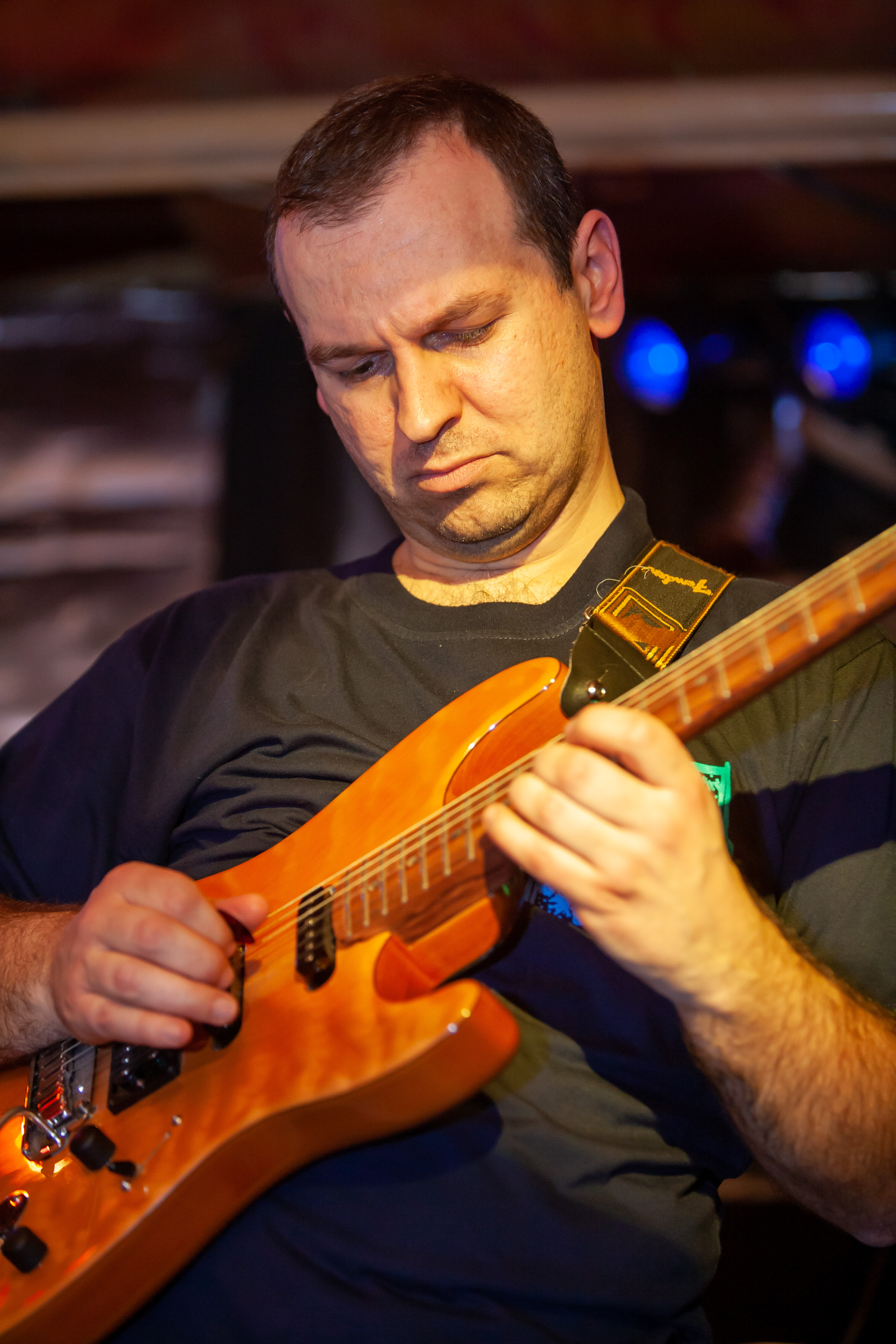
Björn Bisch
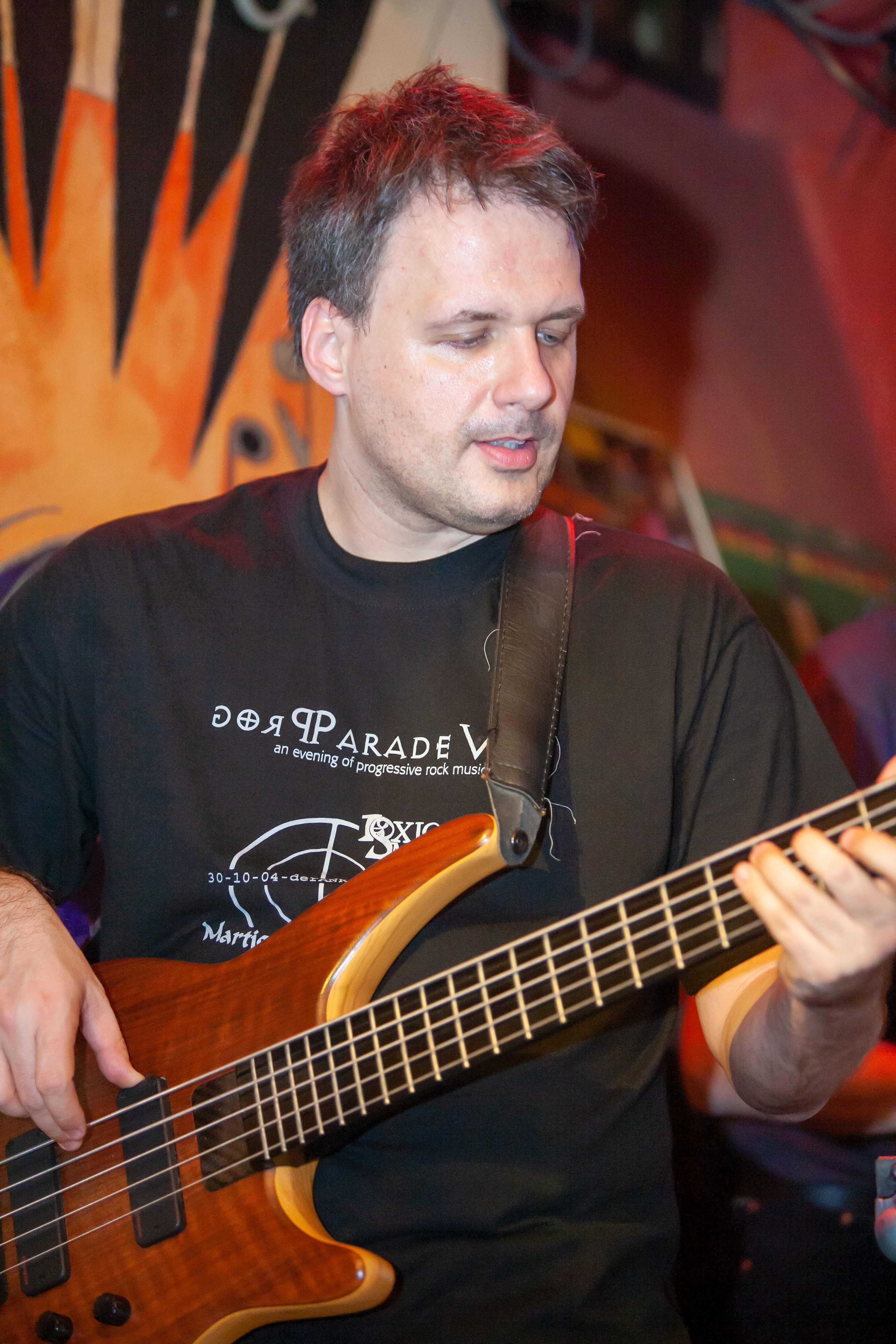
Peter Kindler
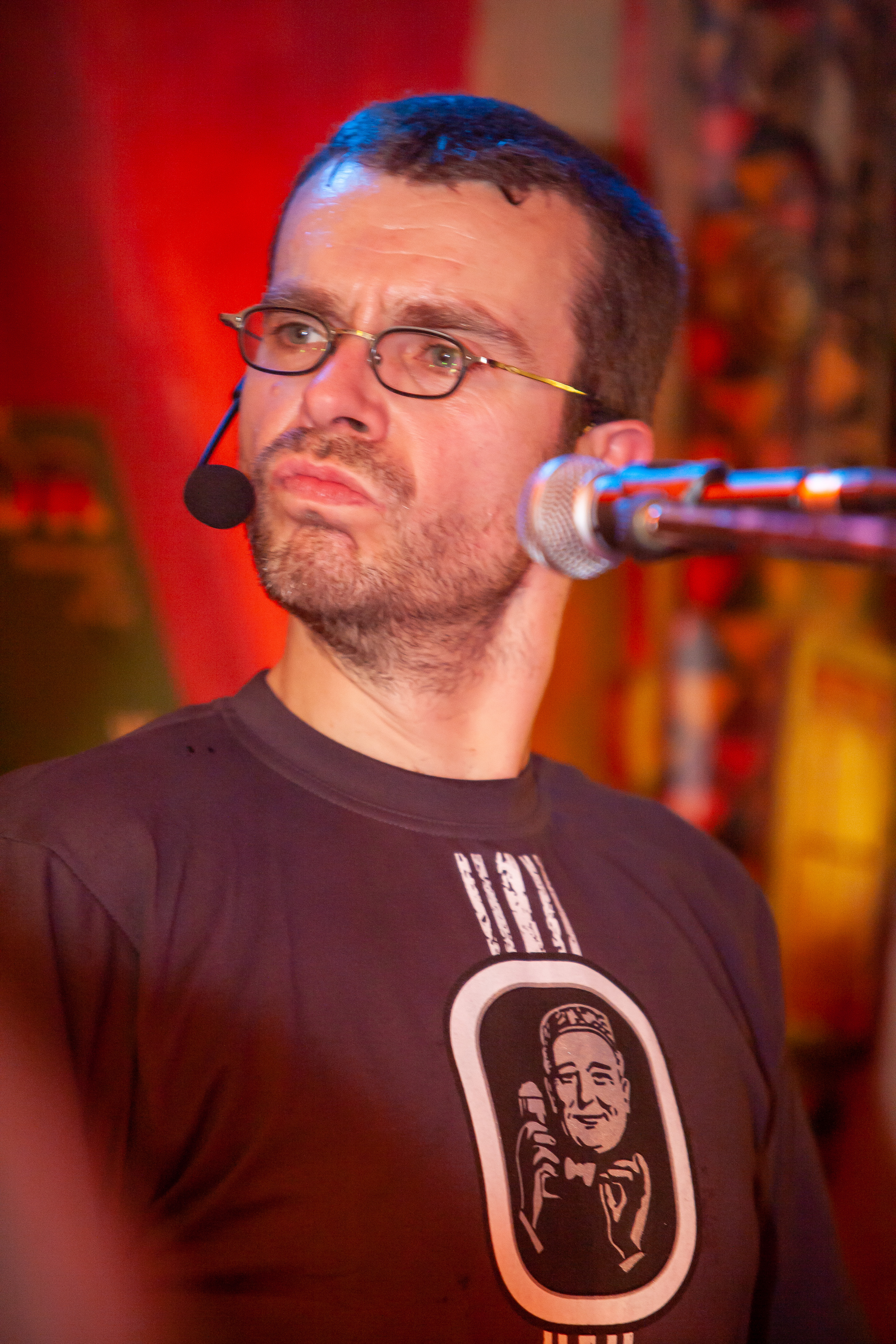
Oliver Rebhan
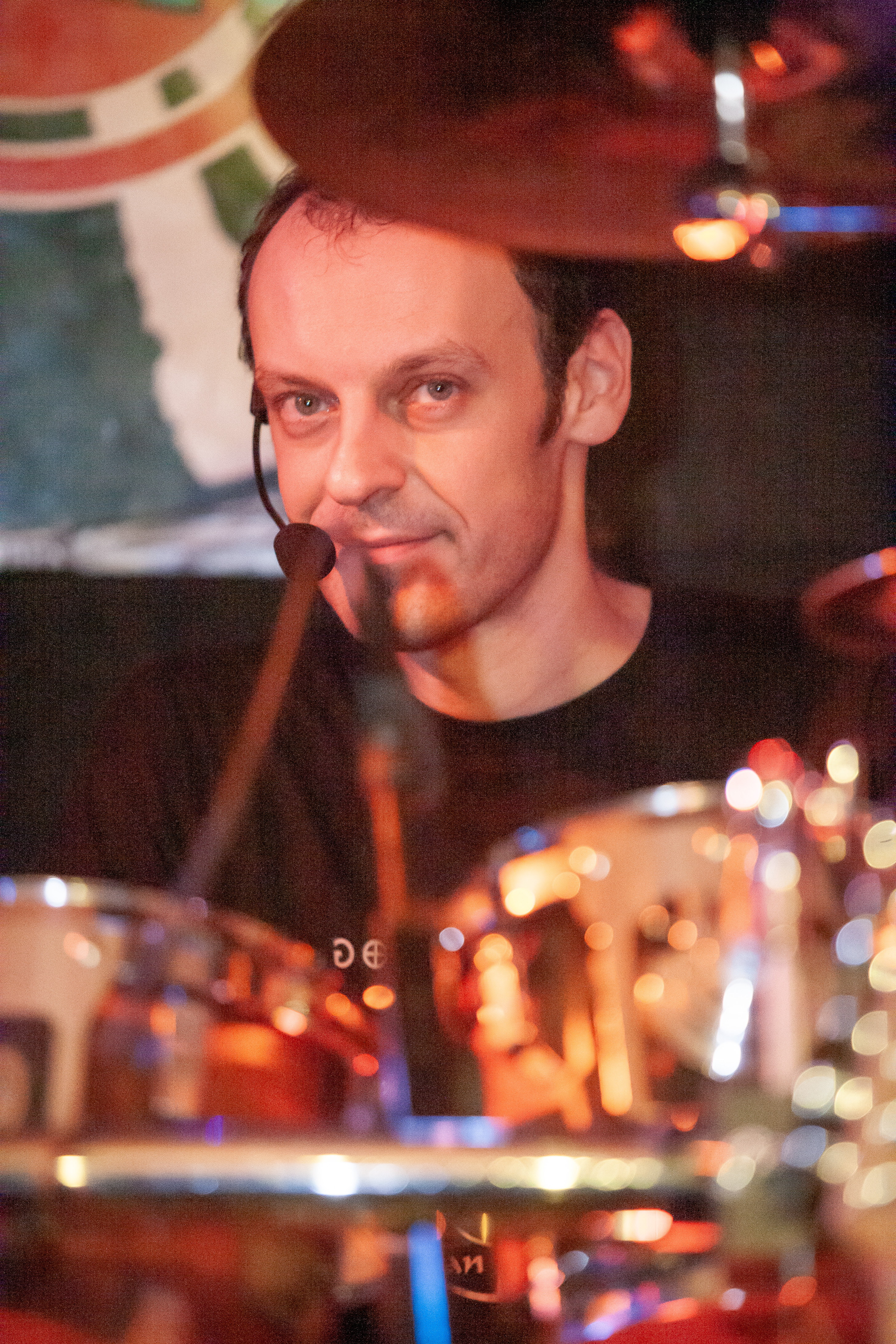
Alex Bisch

## Diskografie

### Studioalben
- 1994: Stolzenbach (Eigenvertrieb)
- 1996: Ciel Ouvert (Floh Dur)
- 2002: Man of the Moment (Floh Dur)
- 2009: Vision (Floh Dur)
- 2015: Distant Monsters (Progressive Promotion Records)

### Videoalben
- 2004: Martigan Live-DVD (Floh Dur)

### Sonstiges
- 1997: Simplicius Maxi-CD (Floh Dur)